# Palazzo La Marmora

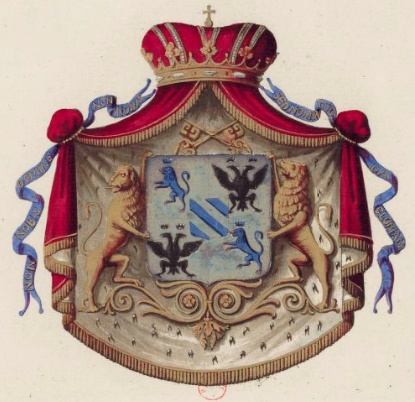
Stemma Ferrero di Biella

Palazzo La Marmora o Palazzo Ferrero La Marmora è un palazzo storico situato nel quartiere storico della città di Biella, al Piazzo.
Il palazzo sorge in corso del Piazzo e appartiene sin dal XVI secolo alla famiglia Ferrero della Marmora. È in parte adibito a dimora privata, in parte ad uso culturale, in quanto sede di una casa museo, in parte accessibile per eventi privati o aziendali.

## Storia
Il Palazzo celebra i fasti di una delle più prestigiose casate del Piemonte, che nel corso del XVI secolo si suddivise nei due rami principali dei Marchesi della Marmora, che avrebbero poi dato esponenti al Risorgimento italiano (quali Alfonso Ferrero della Marmora e suo fratello Alessandro Ferrero della Marmora) e dei Ferrero Fieschi principi di Masserano.
Da otto secoli è la dimora privata della famiglia, che ne ha custodito gli interni, gli esterni e le carte d'archivio, sino agli attuali eredi Mori Ubaldini degli Alberti La Marmora. La storia depositata tra queste mura ha reso naturale la creazione di una casa museo e la conseguente apertura ai visitatori.
Il Palazzo si è ampliato e sviluppato nel corso dei secoli grazie ad acquisizioni da parte dei Marchesi. Il nucleo originario risale al XIV secolo, mentre i maggiori ampliamenti e rimaneggiamenti, tra i quali si colloca il rifacimento della facciata voluto da Celestino Ferrero, sono stati apportati tra il XVII e la fine XVIII secolo.
Le carte d'archivio sono conservate in parte presso l'Archivio di Stato di Biella, in parte presso lo stesso Palazzo, gestite dal Centro Studi Generazioni e Luoghi-Archivi Alberti La Marmora.
Adiacente a Palazzo La Marmora sorge Palazzo Ferrero. Situato anch'esso lungo il corso del Piazzo, è di proprietà comunale. Fu in passato residenza dei Ferrero Fieschi di Masserano. In origine, prima della divisione familiare, era unito al palazzo La Marmora.

## Descrizione
L'edificio disposto su due piani ha subito numerosi rimaneggiamenti nel corso delle epoche. 

### Gli interni
Molte sale interne mantengono le decorazioni originarie, tra cui si segnalano i dipinti di Gaudenzio Ferrari, che raffigurò gli antenati della famiglia. Degna di nota, oltre alle sale nobili del piano terreno, è la pregevole Sala dei castelli chiamata così per via delle decorazioni, risalenti all'inizio del XVII secolo, che raffigurano con fedeltà i possedimenti della famiglia; a completamento di questi affreschi si possono ammirare gli stemmi a ricordo delle unioni matrimoniali. La sala d'armi, sempre al pian terreno, presenta un tipico camino cinquecentesco. Al piano superiore si è conservata anche la Sala da Ballo, decorata da Giovannino Galliari con la collaborazione di suo padre Fabrizio.

### Gli esterni
La facciata neoclassica, che si snoda lungo corso del Piazzo, è lunga ottanta metri e risale alla fine del XVIII secolo. Al suo rifacimento lavorarono l'architetto torinese Filippo Castelli e l'architetto biellese Rolando Lodovico Giacinto Gromo. Al centro spicca lo stemma dei marchesi La Marmora. Tra il 2015 e il 2016 è stata sottoposta a restauro.
All'esterno del Palazzo, oltre il cortile, si apre un ampio giardino in stile rinascimentale al quale si accede attraversando la Serra, chiamata anche Giardino d'Inverno. La Serra presenta un porticato a doppie colonne, chiuso da alte vetrate e da una volta a botte, ed ospita un esemplare bicentenario di Ficus Repens, i cui rami decorano la parete e la volta. I giardini sorgono sulle fondamenta del castello del Vescovo di Vercelli Uguccione, risalente al XII secolo.